# Olenecamptus porcellus
Olenecamptus porcellus là một loài bọ cánh cứng trong họ Cerambycidae.